# Monts Homolje
Pour les articles homonymes, voir Homolje.
Les monts Homolje (en serbe cyrillique : Хомољске планине ; en serbe latin : Homoljske planine) sont un massif montagneux situé dans l'est de la Serbie. Ils culminent à 940 m au mont Štubej et font partie des Carpates serbes.

## Géographie
Les monts Homolje s'étendent d'est en ouest et sont situés entre les vallées de la Zviška au nord, de Žagubica au sud, ainsi qu'entre les vallées de la Mlava à l'ouest et du Gornji Pek à l'est. Ces montagnes, formées principalement de schiste et de calcaire, sont couvertes de forêts et abritent de nombreuses sources et ruisseaux.
Les monts Homolje donnent leur nom à la région éponyme d'Homolje, dont ils constituent la limite septentrionale.